# إليسا فلايشمان
إليسا فلايشمان (بالإيطالية: Elisa Fleischmann)‏ هي متسلقة جبال تزلج ‏ إيطالية، ولدت في 7 سبتمبر 1985 في سوندالو في إيطاليا.